# Jiyūgaoka (metropolitana di Nagoya)
Jiyūgaoka (自由ヶ丘駅?, Jiyūgaoka-eki) è una stazione della metropolitana di Nagoya situata nel quartiere di Chikusa-ku, nel centro di Nagoya, ed è servita dalla linea Meijō.

## Linee
Metropolitana di Nagoya
 Linea Meijō

## Struttura
La stazione è sotterranea, con due marciapiedi laterali e due binari passanti.
| 1 | Linea Meijō | per Ōzone e Sakae     |
| 2 | Linea Meijō | per Motoyama e Yagoto |

## Stazioni adiacenti
| «           | Servizio    | »           |
| Linea Meijō | Linea Meijō | Linea Meijō |
| ----------- | ----------- | ----------- |
| Chayagasaka | -           | Motoyama    |